# Münchberg
Münchberg – miasto w Niemczech, w kraju związkowym Bawaria, w rejencji Górna Frankonia, w regionie Oberfranken-Ost, w powiecie Hof. Leży w Lesie Frankońskim, przy autostradzie A9, drodze B2, B289 i linii kolejowej Monachium – Drezno.
Miasto położone jest 15 km na południowy zachód od Hof i 30 km na północny wschód od Bayreuth.

## Dzielnice
W skład miasta wchodzą następujące dzielnice:
| - Ahornis - Ahornismühle - Biengarten - Bug - Dietelmühle - Eiben obere - Eiben untere - Eiben b.Münchberg - Einzel untere - Einzel a.Wald - Einzeln b.Ahornis - Gottersdorf - Grund - Hammermühle - Hildbrandsgrün | - Horlachen hintere - Horlachen vordere - Jehsen - Kuppel - Laubersreuth - Löhlein - Lohziegelhütte - Markersreuth - Maulschelle - Maxreuth - Mechlenreuth - Meierhof - Mittelsauerhof - Münchberg - Mussen | - Nebers - Neuhaus - Neutheilung - Obersauerhof - Plösen - Plösenmühle - Poppenreuth - Pulschnitz - Pulschnitzberg - Rabenreuth - Rothenmühle - Ruppes - Rußhütte - Schlegel - Schneidersgrün | - Schödlas - Schwarzholzwinkel - Schweinsbach - Solg - Straas - Unfriedsdorf - Unterer Birnstengel - Untersauerhof - Wäldlein - Walzbach - Wiesenthal - Wüstensaal - Ziegelhütte - Ziegenrück |

## Polityka
Burmistrzem jest Thomas Fein z CSU. Rada miasta składa się z 24 członków:
|      | CSU | SPD | MWG | Razem      |
| 2002 | 10  | 11  | 3   | 24 miejsca |

### Współpraca
Miejscowość partnerska:
- Jefferson City, Stany Zjednoczone od 2004

## Zabytki i atrakcje
- Kościół ewangelicki pw. św. Piotra i Pawła (St. Peter und Paul)
- Kościół katolicki (Heilige Familie)
- Kościół przycmentarny (Zur Himmelspforte)
- wieża obserwacyjna Rohrbühl
- budynek szkoły w dzielnicy Mechlenreuth
- domy z muru pruskiego w dzielnicy Mechlenreuth
- dworzec kolejowy z 1847
- ratusz